# 松達縣

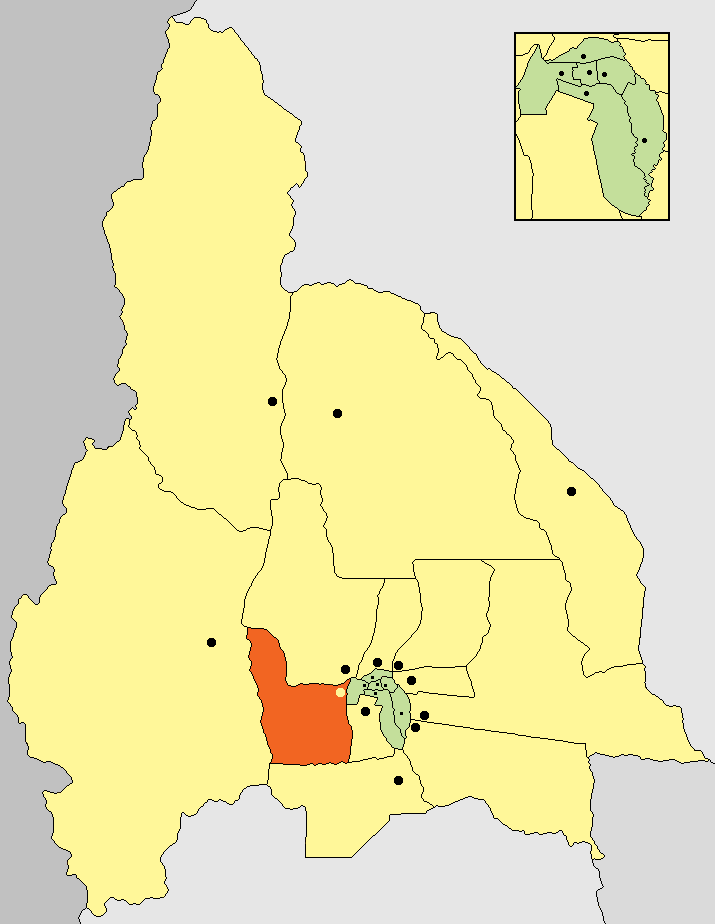

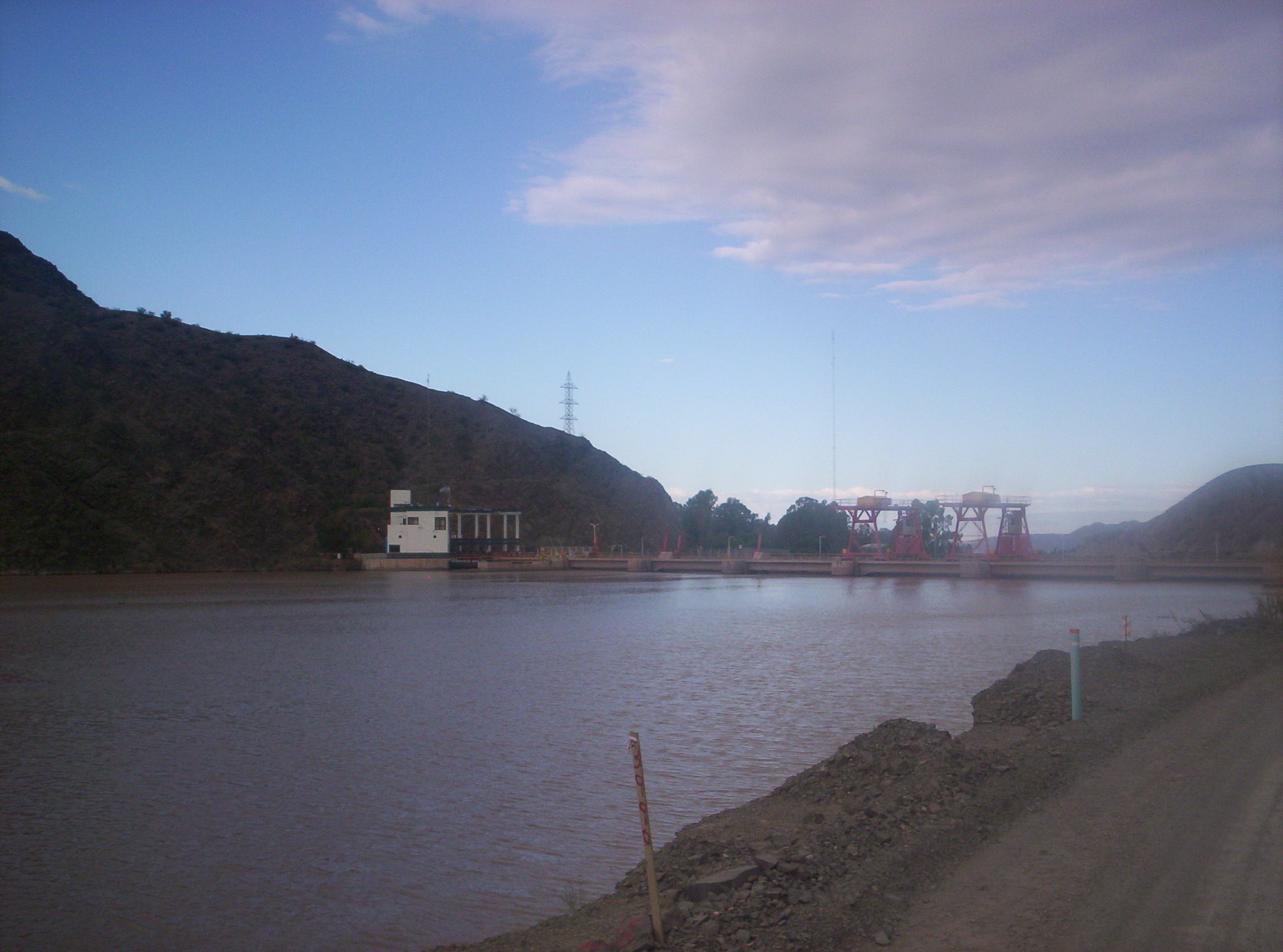

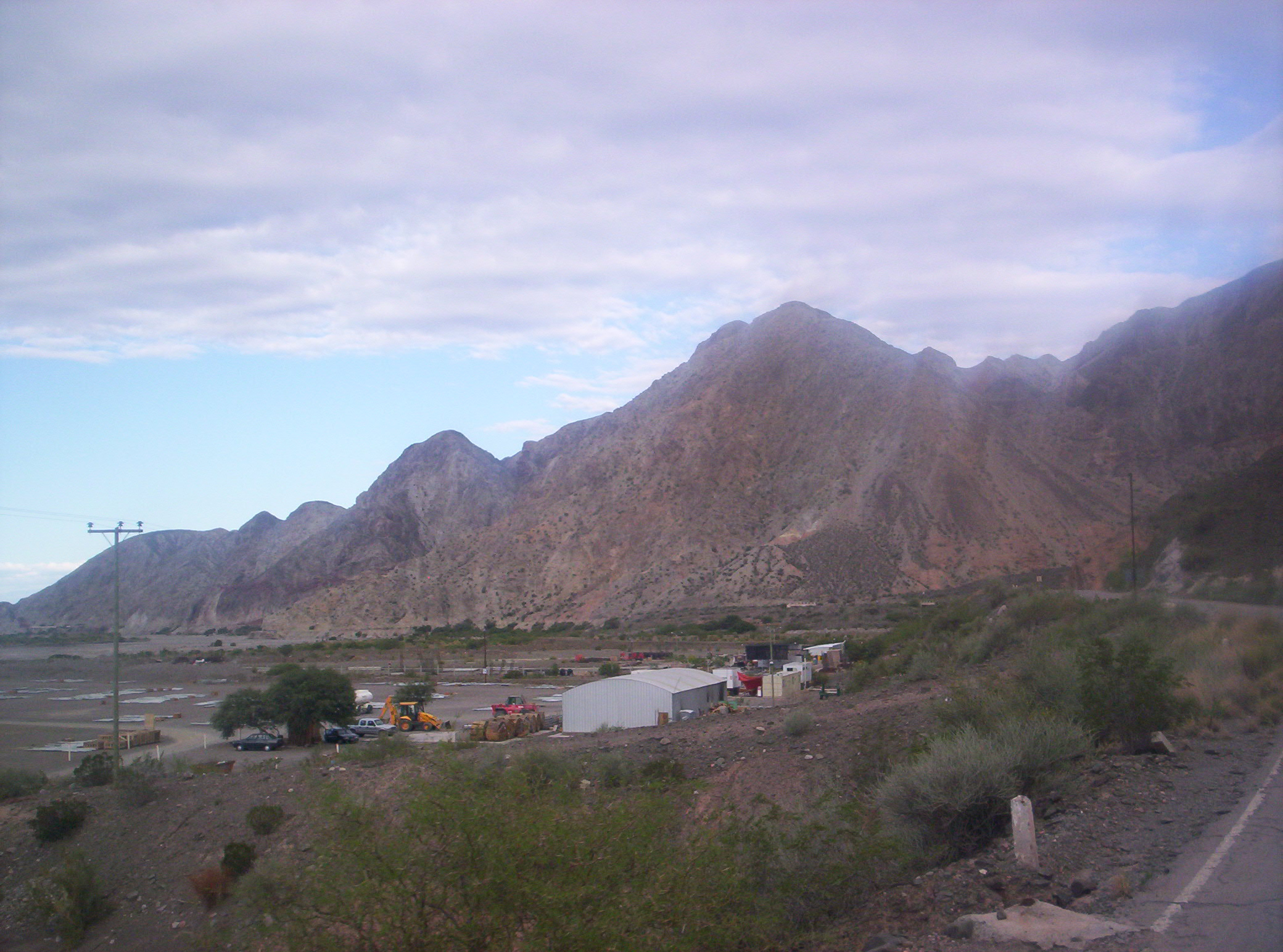

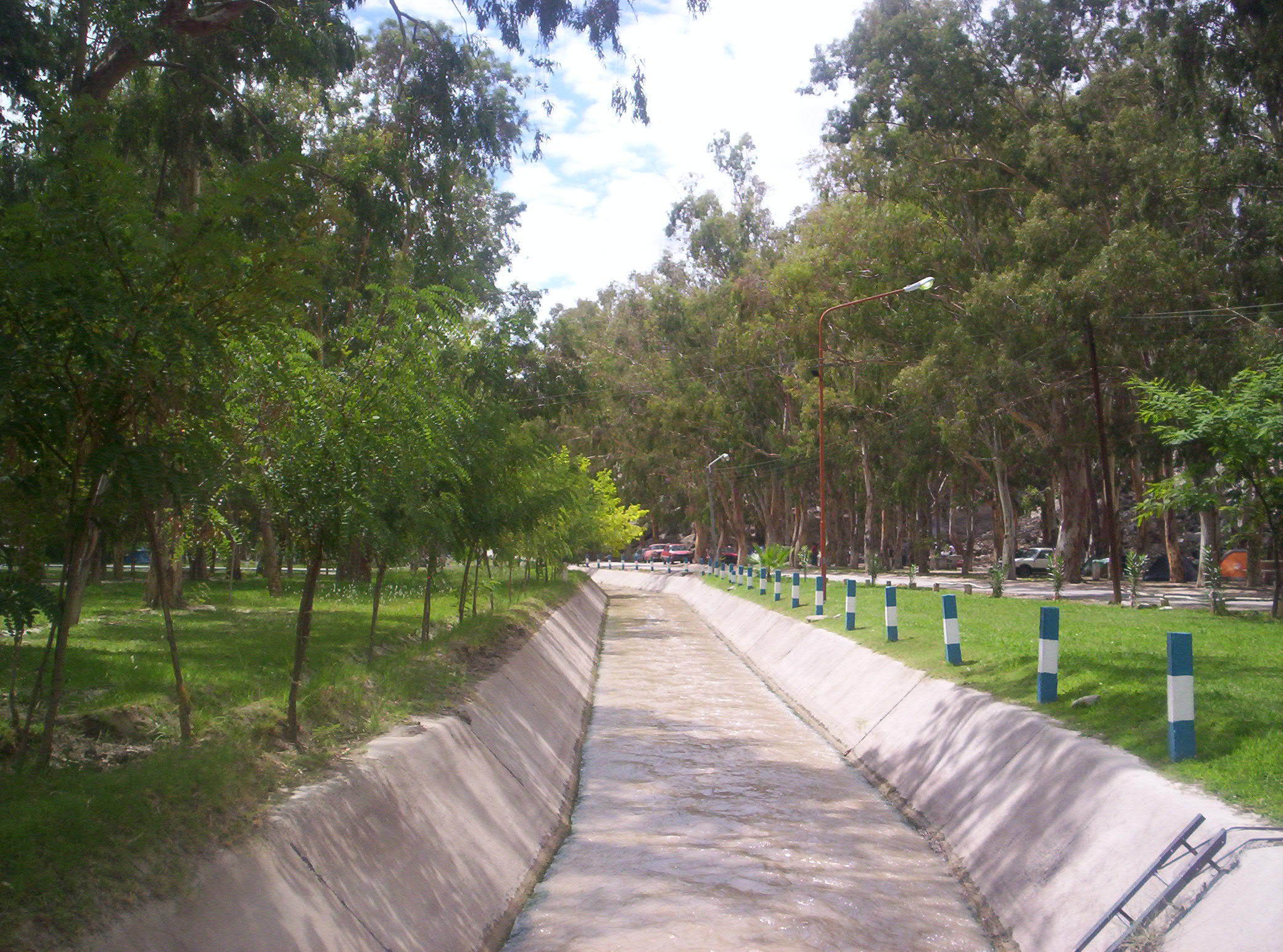

松達縣（西班牙語：Zonda）是阿根廷的縣份，位於該國西部聖胡安省，首府設於巴西利奧涅巴斯，始建於1942年9月4日，面積2,360平方公里，2010年人口4,863，人口密度每平方公里2.06人。
31°33′S 68°46′W / 31.550°S 68.767°W